# Lupinus albifrons
Lupinus albifrons är en ärtväxtart som beskrevs av George Bentham. Lupinus albifrons ingår i släktet lupiner, och familjen ärtväxter.

## Underarter
Arten delas in i följande underarter:
- L. a. albifrons
- L. a. collinus
- L. a. douglasii
- L. a. eminens
- L. a. flumineus
- L. a. hallii

## Bildgalleri

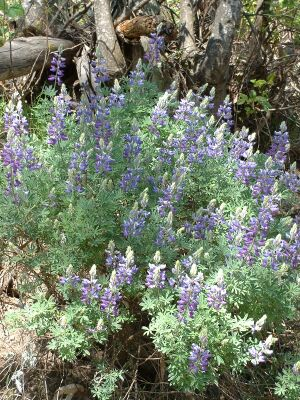
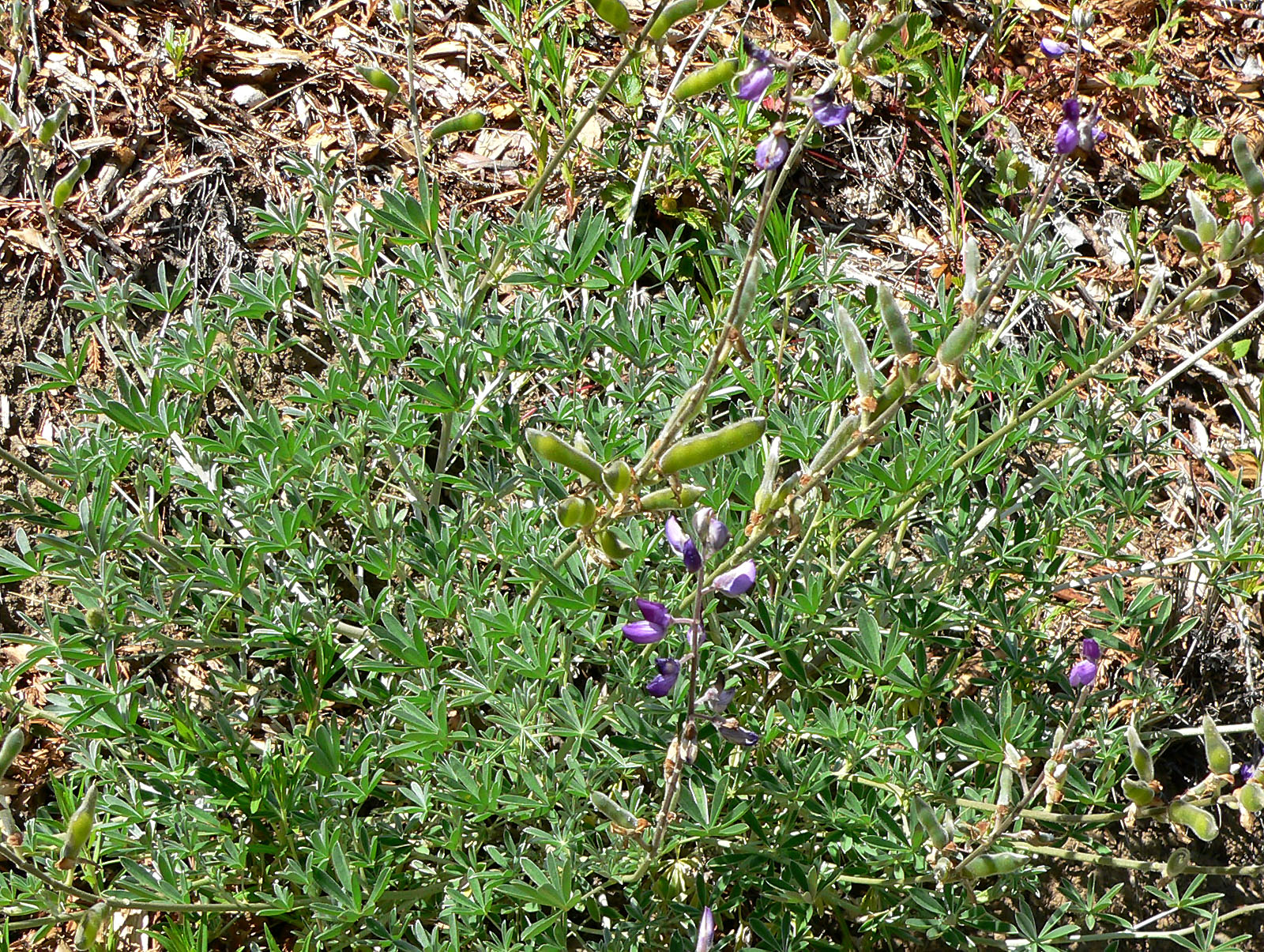
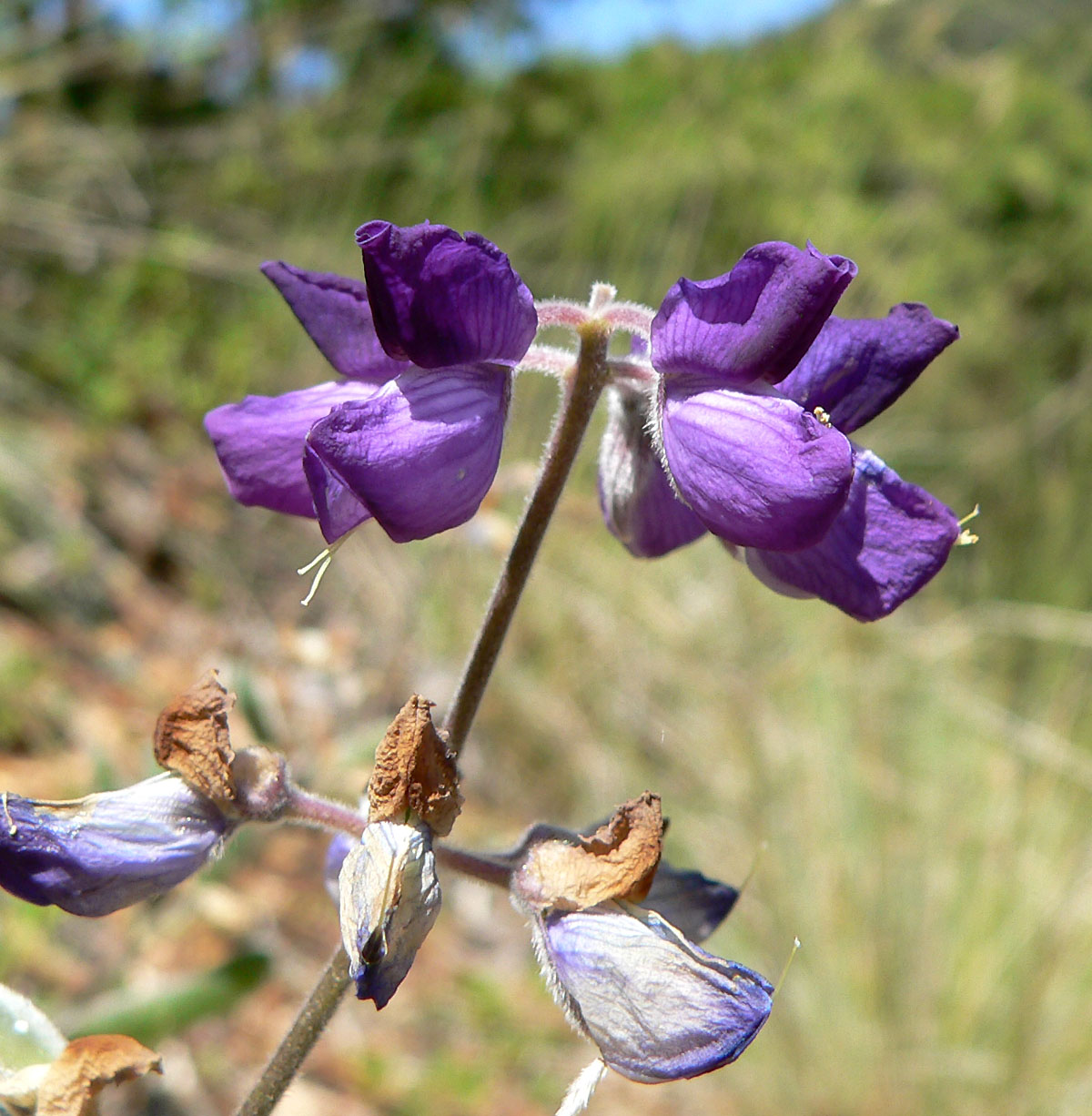
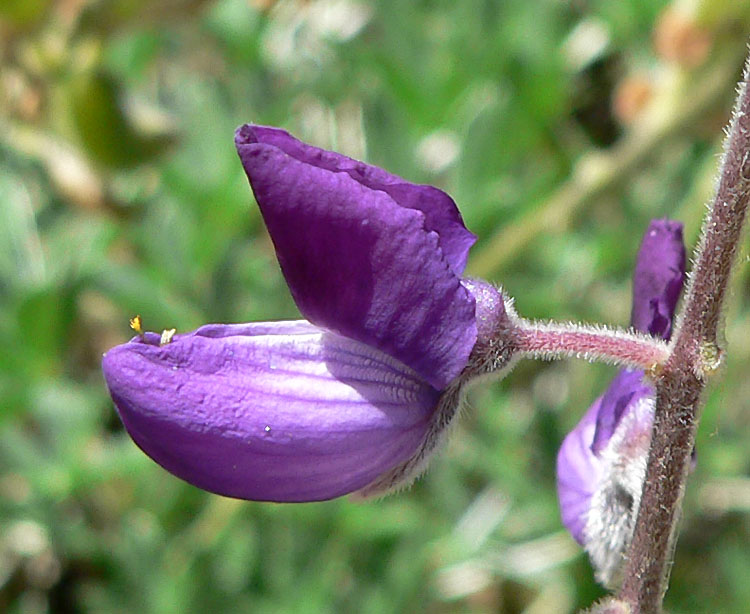
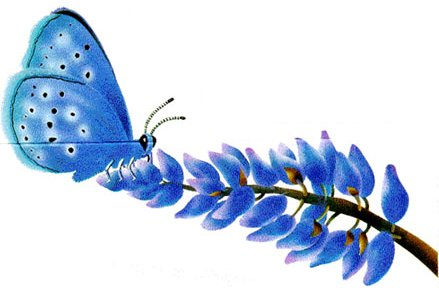
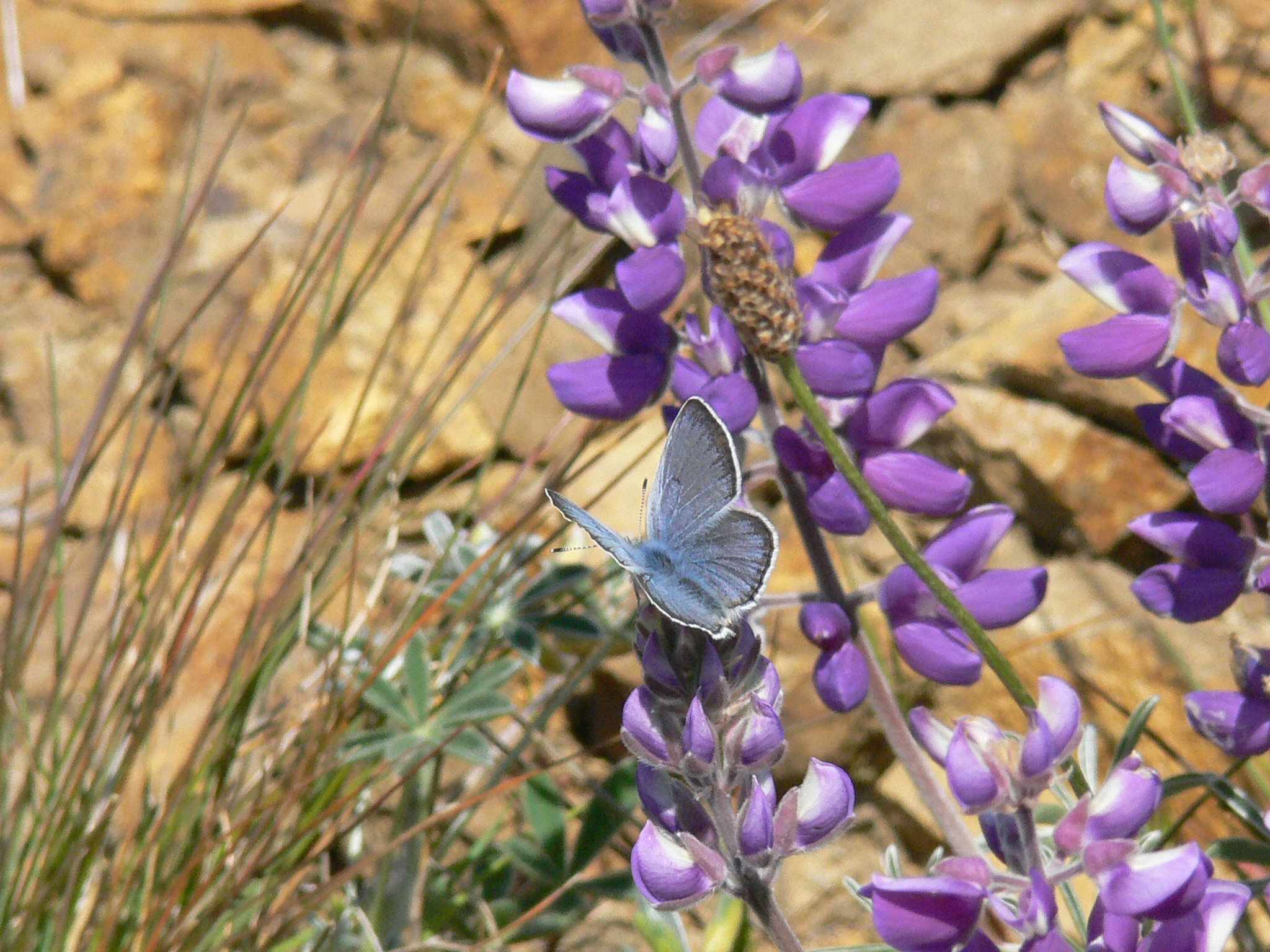